# Myrtlemiris
Myrtlemiris is een geslacht van wantsen uit de familie van de Miridae (blindwantsen). Het geslacht werd in 2012 beschreven door Marina Cheng, Anouk Mututantri en Gerasimos Cassis.

## Soorten
Het genus bevat de volgende soorten:

- Myrtlemiris agnew Cheng, Mututantri & Cassis, 2012
- Myrtlemiris astartephila Cheng, Mututantri & Cassis, 2012
- Myrtlemiris meanarra Cheng, Mututantri & Cassis, 2012
- Myrtlemiris newmanensis Cheng, Mututantri & Cassis, 2012
- Myrtlemiris rubrocuneatus Cheng, Mututantri & Cassis, 2012
- Myrtlemiris russulatus Cheng, Mututantri & Cassis, 2012
- Myrtlemiris silveirae Cheng, Mututantri & Cassis, 2012
- Myrtlemiris tesselatus Cheng, Mututantri & Cassis, 2012
- Myrtlemiris yalgoo Cheng, Mututantri & Cassis, 2012